# Picci
La Picci è stata una casa discografica italiana, attiva negli anni settanta.

## Storia
L'etichetta venne fondata dal paroliere Pino Cassia, dalle cui iniziali prese il nome. Nel 1970 Cassia aveva fondato le Edizioni Musicali Interbeat, e da esse prese le mosse per dar vita, l'anno successivo, alla casa discografica Picci.
Per l'etichetta incisero, tra gli altri: Mario Bertolazzi, Carmelo Pagano, gli Officina Meccanica, Fiammetta, La Seconda Genesi, Il Punto (gruppo il cui batterista era Stefano D'Orazio) ed Ernesto Bassignano.
Dopo aver interrotto l'attività agli inizi del 1974, li riprese qualche anno dopo con la denominazione Interbeat.

## Dischi
La datazione qui riportata si basa sull'etichetta del disco o sulla copertina; qualora nessuno di questi elementi abbia una datazione, è basata sulla numerazione del catalogo; talora è, infine, basata sul codice della matrice di stampa. Se esistenti, sono riportati, oltre all'anno, il mese e il giorno (quest'ultimo dato si trova, a volte, stampato sul vinile)..

### 33 giri
| Numero di catalogo | Anno | Interprete                                                  | Titoli                                   |
| ------------------ | ---- | ----------------------------------------------------------- | ---------------------------------------- |
| GLA 2001           | 1972 | Paride & gli Stereo 4                                       | Naufrago in città                        |
| GLA 2002           | 1972 | La Seconda Genesi                                           | Tutto deve finire                        |
| GLA 2003           | 1972 | Ugo e Vittorio                                              | Sono una formica                         |
| GLA 2004           | 1972 | Fiammetta                                                   | Io, l'altra faccia della luna            |
| GLA 2005           | 1973 | Orchestre Giacomo Dell'Orso, Claudio Gizzi, Mario Migliardi | My favourite tones                       |
| GLA 2006           | 1973 | The Fast Machine                                            | The Fast Machine                         |
| GLA 2007           | 1973 | Oscar Lindok & friends                                      | Come upstair                             |
| GLA 2008           | 1973 | Corinna                                                     | El grillo è bon cantore                  |
| GLA 2009           | 1973 | Vasco                                                       | Ritmi e suoni                            |
| GLA 2010           | 1973 | Vasco                                                       | Interspaziale                            |
| GLA 2011           | 1973 | The Physicians                                              | The Physicians                           |
| GLA 2012           | 1973 | Mario Bertolazzi e Franco Chiari                            | Mario Bertolazzi e Franco Chiari al sint |

### 45 giri
| Numero di catalogo            | Anno | Interprete                 | Titoli                                               |
| ----------------------------- | ---- | -------------------------- | ---------------------------------------------------- |
| LG 1001                       | 1971 | Bruno Cesarini             | Marianne/Padre mio, padre Dio                        |
| LG 1002                       | 1971 | Fathia                     | Somiglia a te/Perché                                 |
| LG 1003                       | 1971 | Piero Della Fonte          | Oh yeh/Quattro mura di lana                          |
| LG 1004                       | 1971 | Fiammetta                  | Il tango delle capinere/Non toccatemi vernice fresca |
| LG 3001                       | 1972 | Gli Esseri                 | Il corpo di una madre/Un mare di tranquillità        |
| LG 3002 (ristampa di LG 1002) | 1972 | Fathia                     | Somiglia a te/Perché                                 |
| LG 3005                       | 1972 | Fiammetta                  | Ma chi siamo noi/Il giardino dei fiori finti         |
| LG 3006                       | 1972 | Fiammetta                  | La terra e il seme/Angelo mio                        |
| LG 3007                       | 1972 | Erica Solari               | Ti volti indietro/Io ti ucciderei                    |
| LG 3008                       | 1972 | Il Punto                   | Non si ferma nessuno/La ballata del tempo            |
| LG 3009 (ristampa di LG 1001) | 1972 | Bruno Cesarini             | Marianne/Padre mio, padre Dio                        |
| LG 3010                       | 1972 | Vittorio e la sua chitarra | Gocce d'acqua/Per una volta per un momento           |
| LG 3011                       | 1972 | Carmelo Pagano             | Io non vivrò/Tu sei lì che mi aspetti                |
| LG 3012                       | 1972 | Ugo & Vittorio             | Il tempo delle olive/Un fiore in mezzo al fango      |
| LG 3013                       | 1972 | Deborah                    | Solo un uomo/I misteri dell'amore                    |
| LG 3014                       | 1972 | Officina Meccanica         | Signora Marisa/La mia strada in periferia            |
| LG 3015                       | 1972 | Mary Martin                | 15 giorni/Sembri un bambino                          |
| LG 3016                       | 1972 | Le Aquile                  | Il tuo splendido amore/Agnus Dei                     |
| LG 3017                       | 1972 | Ernesto Bassignano         | Guarda verso riva/Da terra arida                     |
| LG 3018                       | 1972 | Carlo Da Ragusa            | Nella tua mente Evelyn/Rubare un amore               |
| LG 3019                       | 1972 | Fathia                     | Un giorno in più dell'eternità/Che faccia hai        |
| LG 3020                       | 1973 | Officina Meccanica         | The land of a thousand dances/Un prato e poi sognare |
| LG 3021                       | 1973 | Laura                      | Una farfalla non strappa il fiore/Non ci sarà poeta  |
| LG 3022                       | 1973 | Amedeo                     | Ed è subito sera/La farfalla                         |
| LG 3023                       | 1973 | Stelvio Cipriani           | Ed è subito sera/La farfalla                         |
| LG 3024                       | 1973 | Marta Lami                 | Ma se mi va mi va/Sempre a casa tornerai             |
| LG 3025                       | 1973 | Lina De Lima               | Io ti cerco/Gorny                                    |
| LG 3026                       | 1973 | Corinna                    | Forse tra cent'anni/Che sensazione ti dà             |
| LG 3027                       | 1973 | Laura                      | Dimmi che ci sei/Non ci sarà poeta                   |
| LG 3028                       | 1973 | Vassil Kojucharov          | Backfire/Don't say you love me                       |
| LG 3029                       | 1973 | Officina Meccanica         | Bambini innocenti/Bambini innocenti (strumentale)    |
| LG 3030                       | 1973 | Piero Della Fonte          | Sonia/Io no                                          |
| LG 3031                       | 1973 | Silvano Polidori           | Poesia di dicembre/Un mondo di ricordi               |
| LG 3032                       | 1974 | Giuliano Spiga             | Sole mare e te/Terra di Sardegna                     |
| LG 3033                       | 1974 | Silvano Polidori           | Allora bevi/Un'anima in più                          |